# Reinsdorf (Burgenlandkreis)
Reinsdorf este o comună în Saxonia-Anhalt, Germania